# Kreisgericht (Schweiz)

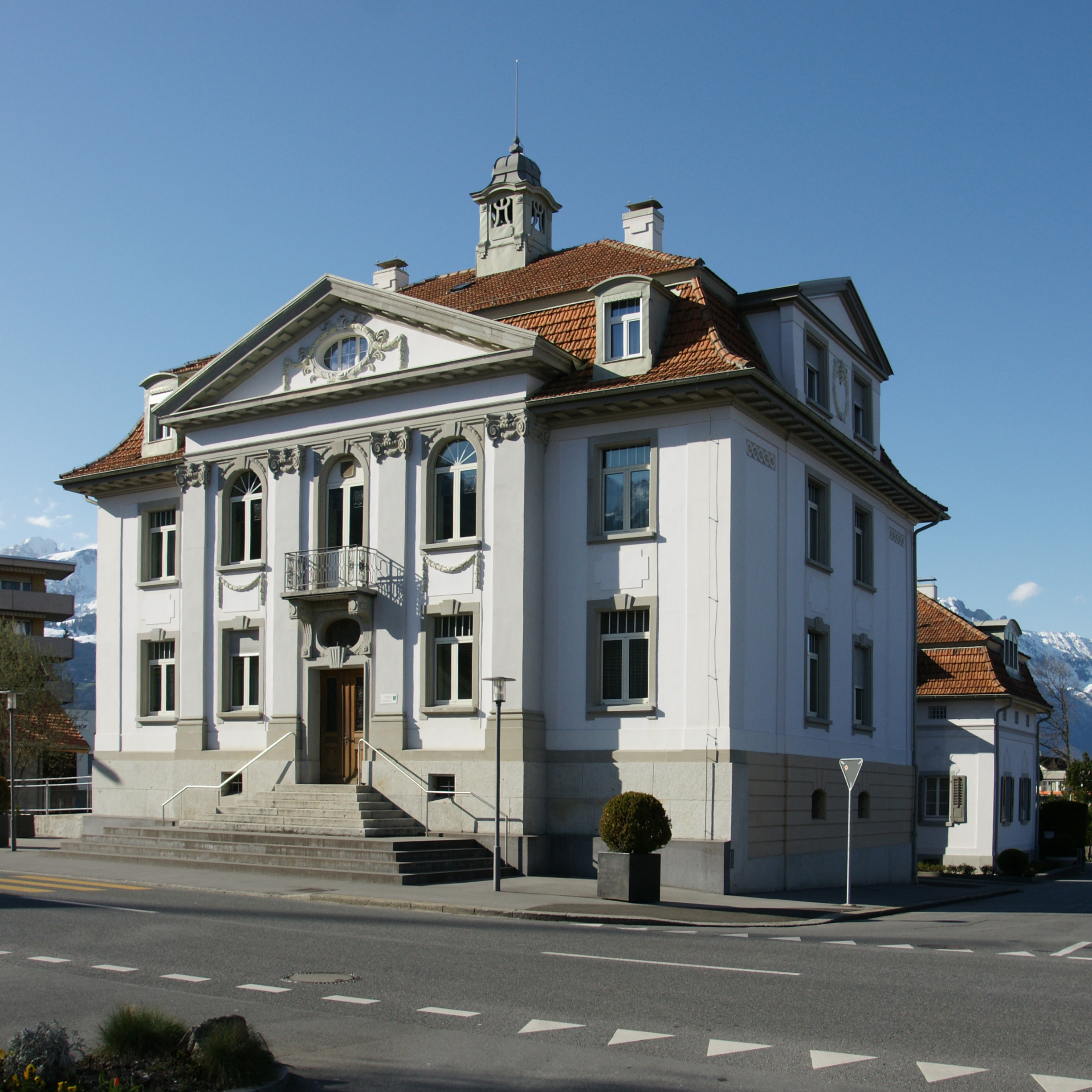
Kreisgericht Werdenberg (Kanton St. Gallen)

In der Schweiz tragen oder trugen folgende Gerichte die Bezeichnung Kreisgericht:
Im Kanton St. Gallen sind die sieben Kreisgerichte die Gerichte erster Instanz.
Im Kanton Wallis gibt es drei Kreisgerichte. Sie entscheiden bei Straftaten, die nicht gemäss Bundesrecht dem Einzelrichter obliegen können.
Im Kanton Basel-Landschaft bestehen zwei erstinstanzliche Zivilkreisgerichte für zivilrechtliche Angelegenheiten.
Die heutigen Regionalgerichte des Kantons Bern trugen vor der Neuorganisation der Verwaltungsgliederung den Namen Kreisgericht.
Die früheren Kreisgerichte des Kantons Graubünden wurden mit der «Gerichtsreform 1» im Jahre 2000 aufgehoben. Deren Zuständigkeiten wurden auf die ebenfalls erstinstanzlichen Bezirksgerichte (heute: Regionalgerichte) übertragen.
Zur Eingangsinstanz in den anderen Kantonen siehe den Artikel Bezirksgericht (Schweiz).